# 895
Cette page concerne l'année 895  du calendrier julien. Pour l'année 895 av. J.-C., voir 895 av. J.-C.
L'année 895 est une année commune qui commence un mercredi.

## Événements
- Mai : 
  - concile de Tribur réunit par Arnulf de Carinthie qui décrit les pénitences imposées par l’Église aux pécheurs[1].
  - Zwentibold est proclamé roi roi de Lotharingie et sacré à Worms (895-900)[2].

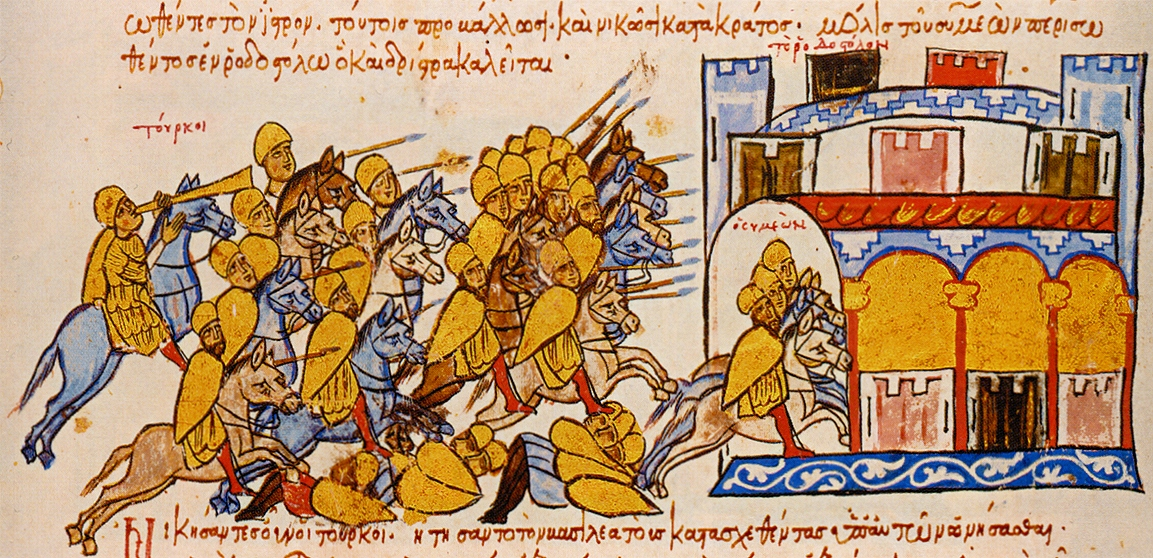
Victoire des Hongrois sur les Bulgares ; Chroniques de Jean Skylitzès

- Printemps - été[3] : les Magyars, établis entre Dniestr et Prut, sont envoyés contre les Bulgares par Byzance qui bloque les bouches du Danube. Siméon Ier de Bulgarie, d'abord battu par les Magyars, riposte en les repoussant au-delà du fleuve[4] et en lançant contre eux les Petchenègues du Dniepr, d’origine turque. Ceux-ci forment un empire entre le Don et le Danube, tandis que les Magyars migrent vers l’ouest et s’installent dans la plaine danubienne pour former la Hongrie au détriment de la Grande-Moravie et avec l’appui germanique[5]. D’après l’anonyme dans ses Gesta Hungarorum, les Magyars se heurtent en Transylvanie à des voïvodats dont trois, dirigés par Gelu, Menumorut et Glad, sont identifiés par les historiens roumains comme roumains ou roumano-slaves[6].
- 15 juillet : Spytihnev et Vratislav Přemyslide, princes de Bohême, prêtent serment de fidélité à Arnulf de Germanie au Reichstag de Ratisbonne[7]. Ils organisent l’évangélisation du pays.
  - La légende fait descendre la famille des Přemyslides d’un laboureur désigné par une série de miracles. Deux duchés existaient en Bohême : l’un, dirigé par le prince Borijov, baptisé par Méthode en 875, s’étend autour de la forteresse de Prague. L’autre avait été annexé par Svatopluk de Moravie. À partir de 895, les deux duchés sont liés entre eux et le IXe siècle est dominé par les alliances et les brouilles des deux familles ducales, les Přemyslides et les Slavník (cs).
- Septembre : l'empereur Arnulf de Carinthie commence sa seconde campagne en Italie, sollicité par le pape Formose[8].
- 1er décembre : Arnulf de Carinthie est maître de Pavie[9].

- Pluralité des hommages attestée au Mans[10].